# 李營
李營(1978年4月8日－)，中國女子柔道運動員，出生於遼寧。

## 生涯
遼寧出生的李營在1993年時成為遼寧柔道隊一員，劉永福為她的教練。5年後，她取得晉身國家隊的機會，教練同是劉永福。
1998年，李營包辦全國錦標賽與全國冠軍賽的女子52公斤級小項的冠軍。同年的曼谷亞運，她在柔道項目中奪得女子52公斤級小項的金牌。
2003年，李營再奪全國錦標賽的第一。次年的全國錦標賽，她取得季軍。2005年的世界錦標賽中，她在女子52公斤級小項決賽戰勝日本對手，贏得她個人第一個國際性冠軍。隨後10月在南京舉行的十運會，她在半決賽中被廣東對手、雅典奧運金牌得主冼東妹擊敗而無法出線決賽，最終得到銅牌一面。
2006年，李營再次成為全國冠軍賽與全國錦標賽的雙料冠軍得主。同年12月的多哈亞運，她在柔道項目的女子52公斤級小項最終擊敗南韓對手，摘下一面銅牌。隨後一年，她再度奪得全國錦標賽的寶座。